# チョイア
チョイア(Choia)は、カンブリア紀からオルドビス紀前期の絶滅した海綿動物である。チョイアの化石は、ブリティッシュコロンビア州のバージェス頁岩、雲南省の澄江、ユタ州のウェラー頁岩等で発見されている。

## 生活習慣
チョイアはもともと、海底には付着しておらず、平たい円錐形の体の端から伸びる放射状の骨により、サーカスのテントの先端のような外見をしていると考えられていた。近年、モロッコのオルドビス紀前期の地層から発見された化石は、この生物は実際は海底からかなりの高さに浮いており、骨針に由来する柄のような骨を通して付着していたことが示された。水は、骨と平行な海綿に流れ込み、恐らく中央の開口部から排出されたと推測されている。直径は、平均28mmになった。

## Greater Phyllopod Bed
Greater Phyllopod bedでは、127個のチョイアの個体が知られ、群落全体の0.2%を占めた。